# 尹彥凱
尹彥凱（英文名：Johnny，1990年7月23日—），臺中市人，銘傳大學資訊傳播工程學系畢業，是一名台灣新生代演員。
國中時期加入臺中童顏劇團訓練演出13年，並曾參與各大學的畢業製作、廣告、短片、微電影等領域磨練演技與累積作品。
2018年，於TVBS《女兵日記》首次出道飾演何寬亮一角，因劇中與黃嫚莉（方語昕飾演）有感情走向而受到大眾喜愛，並組成亮莉cp，而結為夫妻；此後接續於《女力報到》成為主演群之一。

## 演出作品

### 電視劇
| 年份   | 頻道       | 劇名                       | 飾演           |
| ------ | ---------- | -------------------------- | -------------- |
| 2018年 | TVBS歡樂台 | 《女兵日記》               | 何寬亮         |
| 2018年 | TVBS歡樂台 | 《女兵日記女力報到》       | 何寬亮         |
| 2019年 | TVBS歡樂台 | 《女力報到－小資女上班記》 | 何寬亮         |
| 2020年 | TVBS歡樂台 | 《女力報到－愛神出任務》   | 何寬亮         |
| 2020年 | TVBS歡樂台 | 《女力報到－最佳拍檔》     | 何寬亮         |
| 2020年 | TVBS歡樂台 | 《女力報到－正好愛上你》   | 何寬亮         |
| 2020年 | TVBS歡樂台 | 《女力報到－最美的約定》   | 何寬亮         |
| 2020年 | TVBS歡樂台 | 《女力報到－好運到》       | 何寬亮         |
| 2021年 | TVBS歡樂台 | 《女力報到－愛情公寓》     | 何寬亮         |
| 2021年 | TVBS歡樂台 | 《女力報到－男人止步》     | 何寬亮         |
| 2021年 | TVBS歡樂台 | 《女力報到－男人止步2》    | 何寬亮         |
| 2021年 | TVBS歡樂台 | 《女力報到－愛的故事》     | 何寬亮         |
| 2022年 | 台視       | 《美麗人生》               | 王力德(楊立德) |
| 2024年 | TVBS歡樂台 | 《完全省錢戀愛手冊》       | 吳志剛         |
| 2025年 |            | 《天意偵查隊》             |                |
| 2025年 | 《男公館》 |                            |                |

### 音樂錄影帶
| 年 份  | 歌 手          | 歌 曲          |
| 2020年 | TVBS防疫多點愛 | 《微笑的力量》 |
| 2020年 | 黃小琥         | 《I Sing》     |
| 2021年 | 林凡           | 《再見》       |

### 音樂作品
- 2022年  <首張個人單曲> (謝謝我 謝謝你)

### 網路劇短片
| 年份   | 頻道 | 劇名                      | 飾演                              |
| ------ | ---- | ------------------------- | --------------------------------- |
| 2018年 | 騰訊 | 大陸罐頭劇場日食記-滷肉飯 | 阿鴻                              |
| 2017年 | 騰訊 | Youtube                   | 巷弄X遊台南 恆不變的味道-鳳梨冰篇 |

### 舞台劇
童顏劇團《龍族傳奇─龍寶奇遇記》、《水仙與薔薇的祕密花園》、《悄悄告訴她》、《希望彈珠故事椅》、《稻草人的紫色小花》、《月台‧風》等
2003年～2008年臺中市青少年劇團《青春偶像》、《喂！有人在家嗎》、《少年杜子村》、《寂寞光音劇樂部》等

### 學生製片
- 國立台灣藝術大學 電影系碩一 萱與軒
- 南台科大 拾子
- 《山姍來遲》
- 崑山科技大學《共犯》
- 世新大學《行伍》
- 亞洲大學《心情調味料》
- 南台科技大學《欸，你在哪？》、《拾子》、《窺‧心事》、《夢境十二號基地》
- 南台科大學與崑山科大《拾夢》
- 文藻外語大學《噓。She》

## 廣告
- 聯徵中心形象影片《夢想雜貨舖》
- 【鱷魚】空間噴一下
- 【蝦皮24h】相機之謎-告白篇
- SONY電視微電影廣告 飾演菜鳥刑警
- 「樂客車聯網」宣傳影片
- 《瘾》 手機公益廣告
- 雅芝化妝品節宣傳影片

## 外部連結
- 尹彥凱的Facebook專頁
- 尹彥凱的Instagram帳戶